# Alejandra Procuna
Alejandra Procuna (née Alejandra Weinstein Procuna, le 14 août 1969 à Mexico, au Mexique) est une actrice mexicaine. Ses parents sont Ernesto Weinstein Peña et Amparo Procuna Chamorro. Elle est la nièce de l'écrivain Marcia del Río.

## Carrière
Alejandra Procuna commence sa carrière après avoir été élue "El Rostro del Heraldo" en 1988. Elle étudie la comédie au CEA (Centre d'éducation artistique) et débute comme actrice dans la pièce de théâtre Pedro y el lobo (Pierre et le loup). Elle fait ses débuts à la télévision en participant aux telenovelas Yo compro esa mujer et Cenizas y diamantes. Cette dernière est une version moderne de La Cenicienta (Cendrillon) dans laquelle elle interprète une des demi-sœurs malveillantes de la protagoniste, rôle tenu par Lola Merino.
En 1992, elle incarne dans la telenovela Las secretas intenciones la sœur de la protagoniste Yolanda Andrade et donc celle qui est préférée par la mère.
Elle poursuit sa carrière à la télévision, dans des telenovelas comme Huracán, Amy, la niña de la mochila azul, Duelo de pasiones et Tormenta en el paraíso, entre autres. Elle joue aussi des rôles d'antagoniste dans des telenovelas comme María la del barrio, Nunca te olvidaré, Salomé, ¡Vivan los niños! et Amy, la niña de la mochila azul.
En 2005, elle participe à la téléréalité Big Brother VIP avec d'autres vedettes de la télévision.
En 2013, elle participe à la telenovela Lo que la vida me robó en donnant un tournant à sa carrière en interprétant pour la première fois une servante, la noble Dominga.
En 2014, elle participe à la telenovela Hasta el fin del mundo mais ensuite le rôle est tenu par Gabriela Platas.

## Filmographie

### Telenovelas
- 2016 : Corazón que miente : Elena Solís Saldívar
- 2015 : Que te perdone Dios : Eduviges de la Santa Cruz y Ferreira
- 2014 : Hasta el fin del mundo : Rosa Valera #1
- 2013-2014 : Lo que la vida me robó : Dominga García
- 2011 : Una familia con suerte : Lidia
- 2010 : Soy tu dueña: Brenda Castaño Lagunes
- 2007-2008 : Tormenta en el paraíso: Martha Valdivia
- 2006 : Duelo de pasiones : Mariana Montellano
- 2004 : Amy, la niña de la mochila azul : Minerva Camargo
- 2002-2003 : ¡Vivan los niños! : Diamantina Robles
- 2002 : Navidad sin fin : Julieta Moreno
- 2001-2002 :  Salomé  : Rebeca Santos
- 2000-2001 : Carita de ángel : Morelba
- 2000 : Siempre te amaré : Olivia Salas de Berriozabal
- 1999 : Alma rebelde : Iris de Villarreal
- 1999 :  Nunca te olvidaré : Mara Montalbán
- 1998 : Vivo por Elena : Ely
- 1998 : Huracán : Deyanira
- 1996-1997 : Te sigo amando : Elisa
- 1996 :  Marisol : Malú
- 1995-1996 : María la del barrio : Brenda Ramos del Real
- 1995 : Bajo un mismo rostro : Sonia
- 1992 : Las secretas intenciones : Clara Cardenal
- 1990-1991 : Cenizas y diamantes : Cynthia
- 1990 : Yo compro esa mujer : Georgette

### Films
- 1992 : Ayudame compadre
- 1995 : La víbora (es) : Pilar
- 1995 : Embrujo de rock
- 1998 : Embrujo de rock
- 2002 : Una luz en la calle
- 2004 :  Luz y sombra
- 2013 : Siete Años de Matrimonio

### Séries télévisées
- 1997-2006 : Mujer, casos de la vida real : (10 épisodes)
- 2002 : Big Brother VIP : Compétitrice
- 2009 : La Familia P.Luche : Ex-Alumna (1 épisode : Reunión escolar)
- 2009 : Mujeres asesinas : Clarissa (1 épisode : Soledad, cautiva)
- 2009 : Los simuladores : Amalia Quiroz (1 épisode : Workaholic )
- 2011 : Como dice el dicho : Claudia (1 épisode : Del dicho al hecho)

## Théâtre
- Pedro y el lobo
- Las Arpías